# Futebol Clube de Vilarinho
O Futebol Clube de Vilarinho é um clube português localizado na freguesia de Vilarinho, concelho de Santo Tirso, distrito do Porto. O clube foi fundado em 1976, e os seus jogos em casa são disputados no Estádio Municipal das Agras. As principais cores do clube são o verde, o branco e o preto.
A equipa de futebol sénior participou, na época de 2018/19, na série 2 da Divisão de Elite - Pró-Nacional da Associação de Futebol do Porto, tendo terminado a competição em 12° lugar com o recorde de pontos da sua história. Também nessa época, o clube chegou à final e venceu a taça da Associação de Futebol do Porto, sendo este um dos maiores feitos de toda a história do clube.

## História
O clube foi fundado em 1976 por Augusto Ribeiro e José Fernandes. Com a formação da primeira direção composta por 10 pessoas o clube é filiado, deixando de ser unicamente um clube de bairro e começando a disputar torneios distritais da região Porto. O clube foi crescendo e subindo, sendo que atualmente joga na divisão de Elite - Pró-Nacional da AF Porto.
Nos últimos anos fizeram-se alterações significativas no estádio, entre elas uma nova pintura interna e externa do complexo com as cores do clube e a instalação de relvado sintético.
Desde o início da época de 2019/20, o clube irá ter todos os escalões de equipas jovens, desde os traquinas até aos júniores.
Em 2018/19, o FC Vilarinho teve uma das maiores conquistas da sua história, ao vencer a taça AF Porto, tendo sido a final no Estádio Capital do Móvel, em Paços de Ferreira, frente ao Aliança de Gandra. O jogo terminou empatado 1-1, sendo o vencedor decidido na disputa de grandes penalidades.
Em 2019/20, o clube estreou-se na Taça de Portugal, tendo o registo de uma derrota em um jogo, frente à AD Oliveirense, 
clube que compete no Campeonato de Portugal, jogo esse que foi realizado no Estádio Municipal das Agras e que teve como resultado final 0-2 num jogo que ficou marcado pela expulsão de um jogador Vilarinhense ainda na primeira parte.